# Delta Lady
"Delta Lady" is een single van de Britse zanger Joe Cocker uit 1969.

## Achtergrond
Begin 1969 was Cocker doorgebroken met zijn debuutalbum "With a Little Help from My Friends", waarbij vooral het optreden op het Woodstockfestival in de zomer van 1969 de aandacht trok. Onder druk om het momentum te behouden, bracht Cocker in november van 1969 zijn tweede album, "Joe Cocker!", uit. Dit album bestond wederom met name uit covers. De Amerikaanse songwriter Leon Russell schreef voor dit album twee nummers, "Hello, Little Friend" en "Delta Lady". 

## Hitlijsten
"Delta Lady" werd als eerste single van dit album uitgebracht in september 1969. Het nummer bereikte de tiende plek in de UK Singles Chart en de vijftiende in de Nederlandse Top 40.

### NPO Radio 2 Top 2000
| Nummer met noteringen in de NPO Radio 2 Top 2000 | '99  | '00  |
| ------------------------------------------------ | ---- | ---- |
| Delta Lady                                       | 1518 | 1708 |

1. ↑  Een vetgedrukt getal geeft de hoogste notering aan.
2. ↑  Deze tabel is bijgewerkt tot en met de laatste editie (2024).